# Шомоди, Иштван
Иштван Шомоди (венг. Somodi István; 22 августа 1885, Клуж-Напока — 8 июня 1963, Клуж-Напока) — венгерский легкоатлет, серебряный призёр летних Олимпийских игр 1908.
Иштван Шомоди начал свою спортивную карьеру в родном городе и с 1904 года выступал в качестве футболиста венгерского клуба BEAC. В 1905 году он завоевал титул чемпиона страны в прыжках в длину. На Олимпийских играх 1906 года он занял шестое место в прыжках в длину стоя.
На Играх 1908 в Лондоне Шомоди соревновался только в прыжке в высоту. С результатом 1,88 м он разделил второе место с ещё двумя спортсменами.